# كين والترز
كين والترز (بالإنجليزية: Ken Walters)‏ هو لاعب كرة قاعدة أمريكي، ولد في 11 نوفمبر 1933 في فريسنو في الولايات المتحدة، وتوفي في 26 يناير 2010 في سان رامون في الولايات المتحدة.

## وصلات خارجية
- كين والترز على موقع دوري كرة القاعدة الرئيسي (الإنجليزية)
- كين والترز على موقعبيزبول رفرنس.كوم (الدوري الرئيسي) (الإنجليزية)
- كين والترز على موقعبيزبول رفرنس.كوم (الدوري الثانوي) (الإنجليزية)